# Apusozoa
Apusozoa é um grupo de protistas que abarca vários gêneros de protozoários flagelados. Têm um tamanho de cerca de 5-20 μm e podem ser encontrados no solo e em habitats aquáticos, onde se alimentam de bactérias. O grupo caracteriza-se pela presença de uma teca ou recobrimento orgânico debaixo da superfície dorsal da célula. É composto por três ordens: Apusomonadida, Ancyromonadida e Hemimastigida.
Apusomonadida inclui dois géneros, Apusomonas e Amastigomonas, e Ancyromonadida inclui um, Ancyromonas. Estes possuem dois flagelos inseridos perpendicularmente, perto da parte dianteira da célula. Hemimastigida inclui três gêneros, Hemimastix, Spironema e Stereonema. Cada célula possui múltiplos flagelos dispostos em filas que vão desde a parte dianteira até a parte traseira da célula.
A forma das mitocôndrias varia entre as diversas ordens. Esta característica originalmente era considerada um bom indicador de parentesco, mas agora se sabe que pode variar até entre parentes próximos. Nos Apusomonadida, possuem cristas tubulares, em Ancyromonadida cristas planas e em Hemimastigida cristas com dilatações ou bolsas. Nas árvores moleculares, Apusomonadida e Hemimastigida aparecem juntos, mas a sua relação com outros Eukarya é incerta. Cavalier-Smith, numa colaboração com Alexandra Stechmann, postulou que Apusozoa pertence ao clado Bikonta.